# マギー (占術研究家)
マギー（マギー、Maggie、11月15日 - 2014年3月）は、日本の女性占い師。占術研究家。心理テストクリエーター。認定心理士。
AFA米国占星学者連盟終身会員。AA英国占星学協会会員。日本占術協会会員。日本文芸家クラブ会員。マギー相談室および占い心理研究所代表。生年と本名は非公表。名古屋市出身。
使用する占術は、主に西洋占星術、周易、手相、人相、姓名判断、九星術、四柱推命、タロットカード、数秘術、ルーン占い、マヤ占い、水晶占い、家相、風水、納音占、夢占い。また「戦国武将占い」や「珍獣占い」など創作アレンジ占いも多い。
1984年に日本占術協会新人賞を受賞し、1985年雑誌マイバースデイで執筆デビュー。以来、雑誌やサイトなどで占い企画や占い記事、運勢欄の執筆監修を行なっていた。また心理学の知識を生かし、深層心理を探る心理テストの制作監修も行なっていた。東京と名古屋に事務所があり、週1、2回往復していた。

## 主なメディア出演
- 最強運芸能人決定戦。（フジテレビ）血液型担当

## 主な書籍
- 『み～んなわかっちゃう!魔法の心理テスト』（ナツメ社、2013年4月）
- 『本当に怖いマヤの予言-2012年人類滅亡カウントダウンSPECIAL-』（イースト・プレス、2012年8月）
- 『操られた日本史』（青春出版社、2012年6月）
- 『本当に怖いマヤの予言』（イースト・プレス、2011年12月）
- 『めちゃモテ!!ナイショの心理テスト』（新星出版社、2011年11月）
- 『古代マヤ暦の予言警告!2012年12月人類は滅亡する!』（ぶんか社、2009年9月）
- 『エジプシャン・ブレスト占い』（土屋書店、2009年8月）
- 『自分まるわかりの血液型占い』（オークラ出版、2008年12月）
- 『自分を変える!リセットそうじ術』（ダイヤモンド社、2007年8月）
- 『顔で幸せを逃さない女! 人相で開運』（成美堂出版、2007年8月）
- 『もっともわかりやすい易占い』（説話社、2006年6月）
- 『恋するクリスタル』（説話社、2005年2月）
- 『パワーストーンの不思議』（二見書房、2005年1月）
- 『恋愛必勝！ ねこ占い2』（主婦と生活社、2004年7月）
- 『しあわせにゃんこ 天使のメッセージ』（ジャイブ、2004年6月）
- 『マギー 恋のオラクル・メッセージ』（学研、2003年11月）
- 『ねこ占い』（主婦と生活社、2003年4月）
- 『売れる名前!』（中央出版、2003年1月）
- 『幸せつかむ誕生日別占い』（どうぶつ出版、2002年10月）
- 『24の犬風水占い』（永岡書店、2002年10月）
- 『24の犬占い』（永岡書店、2001年10月）
- 『赤ちゃんの手相』（愛育社、2001年5月）
- 『血液型占いA型』（永岡書店、2000年8月）
- 『血液型占いB型』（永岡書店、2000年8月）
- 『血液型占いO型』（永岡書店、2000年8月）
- 『血液型占いAB型』（永岡書店、2000年8月）
- 『あなたの値段は？』（マガジン・マガジン、2000年6月）
- 『天使と悪魔の新ペット動物占い』（マガジン・マガジン、2000年5月）
- 『あなたの年収査定します』（マガジン・マガジン、2000年4月）
- 『相性猫うらない』（勁文社、2000年4月）
- 『古代エジプトの守護動物占い』（土屋書店、1999年11月）
- 『ペルソナ占星術』（廣済堂、1999年5月）
- 『マギーの大予言』（こーりん社、1998年5月）
- 『恋のタロットカード占い』（実業之日本社、1997年10月）
- 『携帯電話霊数相性占い』（飛天出版、1997年10月）
- 『血液型と生まれ順で占う』A型（永岡書店、1997年5月）
- 『血液型と生まれ順で占う』B型（永岡書店、1997年5月）
- 『血液型と生まれ順で占う』O型（永岡書店、1997年5月）
- 『血液型と生まれ順で占う』AB型（永岡書店、1997年5月）
- 『血液型相性ポケットBOOK』（学習研究社、1996年6月）
- 『明日をひらく姓名判断』（日本文芸社、1994年11月）
- 『知りたい!BFのハートわくわくチェック』（小学館、1994年2月）
- 『謎のムーンストーンパワー』（二見書房、1994年1月）
- 『パワーストーンの不思議』（二見書房、1992年9月）
- 『おしゃれな恋の心理ゲーム』（実業之日本社、1992年8月）
- 『怖いほど自分の運勢がよめるカルディアン占星術』（日本通信社、1989年4月）

## 主な共著
- 『コンビニ☆スイーツ占い』（実業之日本社、2013年5月）
- 『お祓いブック』（イースト・プレス、2006年11月）
- 『ハッピーになれるカラー風水』（実業之日本社、2005年9月）
- 『運命の恋占い』（学習研究社、1995年2月）
- 『バラエティー名まえうらない』（学習研究社、1995年2月）
- 『誕生日物語366』（日本文芸社、1994年4月）
- 『マンガでわかるトランプ占い』（実業之日本社、1992年1月）

## 主な監修コンテンツ
- スマホアプリ『ネイル占い Lucky Nail』（アイデアノマド）
- スマホアプリ『本格鑑定手相占い』（KITERETSU）
- スマホ＆携帯サイト『エジプト占星術』（ザッパラス）
- スマホ＆掲載サイト『最強運。』（フジテレビ）
- web『ドアラバック転占い』（中日新聞プラス）
- web『ココロがほっとする今日のディナー診断』（ぐるっぱ）
- goo無料占い『今日の運気予報』『今週の運気予報』『今月の運気予報』『運気バイオリズム』（goo）
- 『キッズniftyラブ相性占い』（nifty）
- 『OZ毎日の運勢』（OZモール）